# Уссурійська затока
Уссурійська затока (рос. Уссурийский залив) — внутрішня затока біля північного берега затоки Петра Великого Японського моря. Довжина в середньому 67 км, ширина біля входу близько 55 км, глибина до 51—69 м.
Взимку Уссурійська затока біля північних берегів частково замерзає, крижаний покрив незначний. На березі затоки розташовані міста Владивосток та Великий Камінь, селища Ємар, Шкотово та Под'япольське. На західному узбережжі затоки є велика курортна зона з пансіонатами, санаторіями та дитячими таборами. У бухті Шамора розташований найпопулярніший і великий пляж Владивостока.